# Resolució 996 del Consell de Seguretat de les Nacions Unides
La Resolució 996 del Consell de Seguretat de les Nacions Unides fou adoptada per unanimitat el 30 de maig de 1995. Després de considerar un informe del Secretari General Boutros Boutros-Ghali sobre la Força de les Nacions Unides d'Observació de la Separació (UNDOF), el Consell va observar els seus esforços per establir una pau duradora i justa a l'Orient Mitjà.
La resolució va decidir demanar a les parts implicades que implementessin immediatament la Resolució 338 (1973), va renovar el mandat de la Força d'Observadors durant uns altres sis mesos fins al 30 de novembre de 1995 i va demanar al Secretari General enviar un informe sobre la situació al final d'aquest període.